# Петрів Василь Володимирович
Васи́ль Володи́мирович Петрів (13 листопада 1975, с. Нараїв, Тернопільська область — 9 липня 2022, м. Часів Яр, Донецька область) — український військовослужбовець, головний сержант Збройних сил України, учасник російсько-української війни. Кавалер ордена «За мужність» III ступеня (2023, посмертно).

## Життєпис
Василь Петрів народився 13 листопада 1975 року в селі Нараїв, нині Нараївської громади Тернопільського району Тернопільської области.
З 1999 року служив у Бережанському відділі поліції Головного управління поліції України в Тернопільській області, де пройшов шлях від сержанта до майора. Згодом працював начальником Ізолятора тимчасового тримання № 1 у м. Бережани. Від 2014 року понад вісім разів їздив на спецзавдання на схід України у складі зведеного загону поліції Тернопільської области. У 2021 році пішов на заслужений відпочинок.
З початком повномасштабного російського вторгнення у лютому 2022 року одним з перших вступив до лав Збройних Сил України, як доброволець. Виконував обов'язки командира відділення стрілецького батальйону. Загинув 9 липня 2022 року в м. Часів Яр на Донеччині.
Похований 21 липня 2022 року на кладовищі в родинному селі.

## Вшанування пам'яті
19 липня 2022 року посмертно присвоєно звання «Почесний громадянин Бережанської міської територіальної громади».
13 листопада 2022 року на вулиці Чорновола у місті Бережанах Тернопільського району відкрили меморіальну дошку Василю Петріву.

## Нагороди
- орден «За мужність» III ступеня (9 січня 2023, посмертно) — за особисту мужність і самовідданість, виявлені у захисті державного суверенітету та територіальної цілісності України, вірність військовій присязі[1].